# Chafariz do Terreiro
O Chafariz do Terreiro situa-se em Caminha, Portugal, na Praça do Conselheiro Silva Torres, popularmente conhecida por Terreiro, em frente à Torre do Relógio que era a porta principal da antiga cerca medieval de Caminha.
É obra renascentista do canteiro portuense João Lopes, o Velho, sendo o segundo de um trio de chafarizes similares da autoria do mesmo canteiro, iniciado em Pontevedra (na Galiza), e concluído com o Chafariz da Praça da Rainha em Viana do Castelo.
Está classificado como Monumento Nacional desde 1910.

## História
Foi iniciado em 1551, e concluido em 1553;  a sua água foi encanada subterraneamente desde uma nascente em Moledo, a cerca de 4 km de distância.  Está composto de três taças sobrepostas, de tamanhos crescentes, dispostas sobre um eixo vertical.  A decoração é uma combinação de elementos geométricos e figuras mitológicas.
Em 1835, depois da Câmara determinar a demolição do pelourinho que existia no largo, o chafariz foi deslocado para permitir o alinhamento das ruas de São João e das Flores, tomando então o nome de chafariz de D. Pedro.
Em 1865, segundo J. Correia, foi aumentado com um gradeamento de protecção. Recentemente sofreu um processo de limpeza, que lhe removeu a patina secular.